# Заріччя (Надвірнянський район)
Зарі́ччя — село Делятинської селищної громади Надвірнянського району Івано-Франківської області.

## Розташування
Село розташоване в покутському передгір’ї на віддалі 14 км від міста Надвірна, від залізничної станції Делятин — 5 км. На сході Заріччя межує з селом Білі Ослави, а на півдні з горами Маливо (848 м) та Яворова (1001 м). 
Село розташоване на рівнині довжиною 8 км, шириною – від 1 до 4 км. 
Через село проходить автодорога Івано-Франківськ — Яблунів. 
Село розкинулось на 4 км вздовж правого берега р. Прут. На струмку Ясиновець, правий доплив Прута, розташований мальовничий Зарічанський водоспад (2 м).

## Історія
На території Заріччя виявлено поховання бронзової доби.
Згадується 4 березня 1463 року в книгах галицького суду. Пізніше згадується в історичних джерелах другої половини XVIII століття.
Як і всі інші покутські села, Заріччя страждало через набіги татар. У 1645-1650 роках Делятинщина постраждала від війни між братами Белзецькими.

### Міжвоєнний період
У міжвоєнний період в Заріччі був споживчий кооператив, який був філією Делятинської кооперативи. Ця кооперативна філія на той час мала в селі свій власний млин.
У 3аріччі існувала парафіяльна дерев'яна церква, яка була побудована в 1909, проте спалена у 1916-му році. Тож від того часу, аж до половини 30-их років XX ст., в селі існувала богословська каплиця, яка була посвячена в 1922 р. На той час у Заріччі було чотири придорожніх каплички. У 1930-х роках парохом у селі був о. крилошанин Антоній Дмитраш, містодекан, совітник Єпископської Консисторії.
У 1930-х роках у Заріччі працювала систематична 4-класова утраквістична школа.

### Друга світова війна
17 січня 1940 року з Надвірнянського повіту було виділено Делятинський район, частиною якого було Заріччя над Прутом. 13 листопада 1940 р. Указом Президії Верховної Ради УРСР ліквідовано Делятинський район і з його складу Зарічанська над Прутом сільська рада була приєднана до Яремчанського району.
Після початку німецької окупації Польської Республіки в 1941 році була створена сільська ґміна Заріччя над Прутом, яка складалась зі скасованої ґміни Ослави Бяле та частин (не скасованих) ґмін Яремче (Луг) і Пнюв (Лоєва). 
Починаючи з 1943 року багато зарічанців вступило до лав УПА, щоб боротися як проти німецьких, так і проти радянських окупантів.

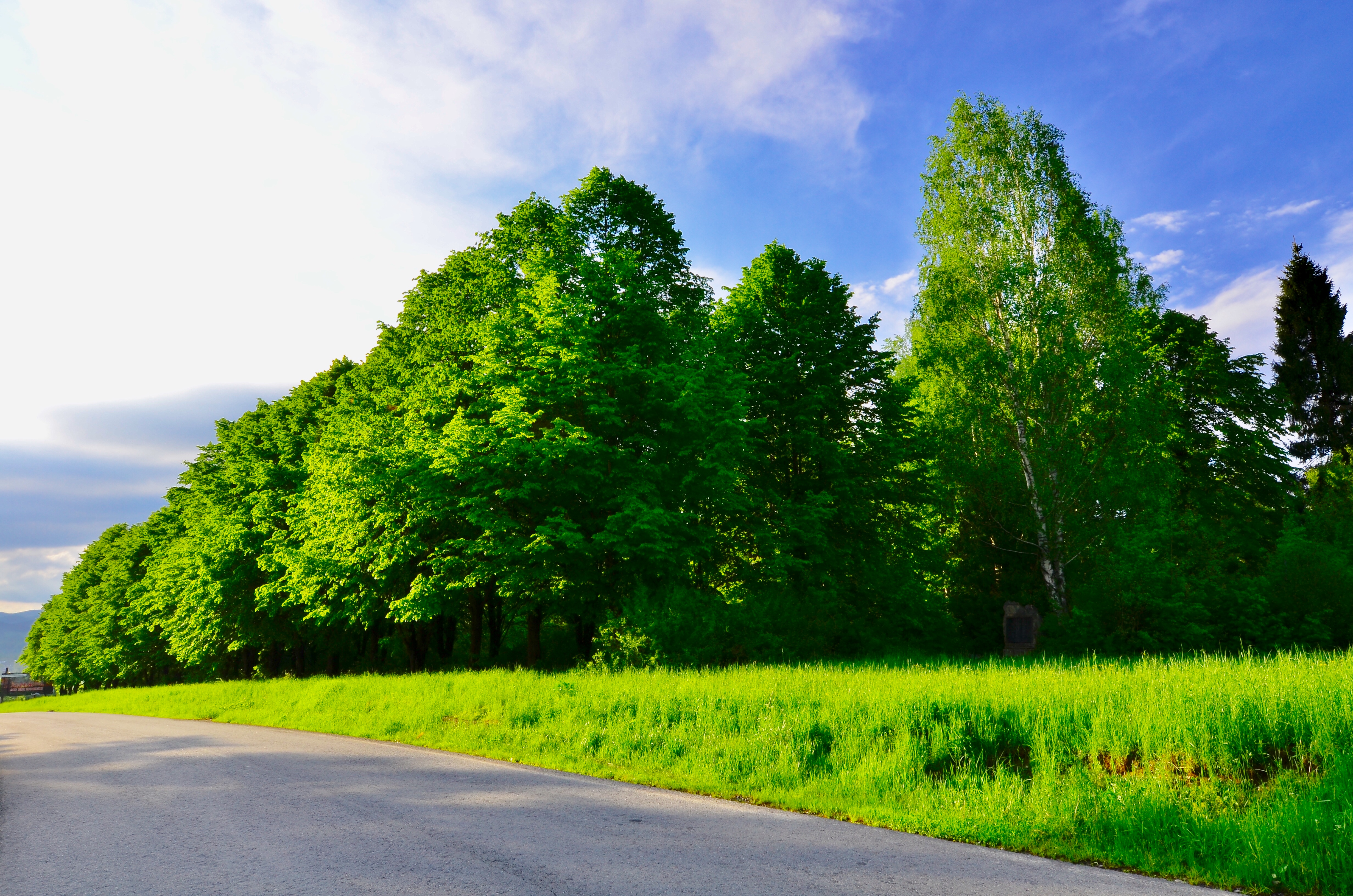
Парк партизанської слави в Заріччі

У серпні 1943 року рештки партизанського з'єднання Сидіра Ковпака після розгрому есесівським загоном у Ділятині проходили через Заріччя в напрямку села Білі Ослави. На квартирі жительки села А. М. Ковальчук містився штаб з'єднання. За селом в урочищі Ділок розгорівся запеклий бій, у якому загинув комісар з'єднання генерал-майор Семен Руднєв. Жителі села Д. В. Вацик, М. Й. Костицький, М. С. Гуменюк, І. Ю. Бойченюк були провідниками в ковпаківців. При проходження фронту в будинку сільської школи містився госпіталь, де після важкого поранення 31 серпня 1944 року помер Герой Радянського Союзу лейтенант Василь Горшков. На околиці села в урочищі Ділок на честь 50-річчя Радянської влади та 20-річчя Карпатського рейду Ковпака заклали Парк партизанської слави.
17 лютого 1944 року був вбитий волосний старшина Михайло Стельмащук, а гестапо, як покарання, 28 лютого розстріляло 24 невинних.

### Радянський період
Після Другої світової війни село було колективізоване. Колгосп (а потім – радгосп) “Делятинський” мав 4419 га земельних угідь, млин і пилораму. Виробничим напрямоком був м’ясо-молочний, також було вирощування льону.
У 1962 році через ліквідацію Яремчанського району, Заріччя стало частиною Богородчанського району, але було передано до Надвірнянського району.

### Незалежна Україна
У період з 1989 року зарічанці активно включилися в національне відродження, що ширилося по всій Україні. У грудні 1989 року створено осередок Товариства української мови. Було відновлено символічну могилу героям України. Зарічанці висипали її на старому місці – на “Могилах” і освятили в травні 1990 року. Була проведена велика робота по увіковічненню пам’яті ОУН-УПА.
У жовтні 1992 року встановлено і освячено хрест на місці бази-станиці УПА “Кернички”, а біля школи — пам’ятний знак, присвячений 50-річчю УПА. Іменем Павла Вацика (майора “Прута”) названо одну з вулиць села.
У 2000 році було побудовано нове приміщення школи, яка було здійснене в основному за кошти Анни-Люби Яворської, громадянки Канади, уродженки Заріччя.
17 серпня 2017 року Заріччя разом з Делятином та селами Чорні Ослави та Чорний Потік утворили Делятинську селищну громаду.
21 січня 2022 року в Заріччі відкрили спортивний об’єкт за участі голови Івано-Франківської ОДА Світлани Онищук, голови Івано-Франківської обласної ради Олександра Сича, народного депутата України Василя Вірастюка, представників громади та духовенства.

#### Російсько-українська війна
Після початку російського вторгнення в Україну, 28 квітня 2022 року виконавчий комітет Делятинської селищної ради в рамках деросифікації та декомунізації в Україні ухвалив рішення про демонтаж пам’ятників-погрудь та пам’ятних знаків на території громади, у тому числі погруддя герою Радянського Союзу, комісару Семену Руднєву у Заріччі. Погруддя діяча радянського партизанського руху Семена Руднєва біля будівлі Зарічанського старостинського округу демонтували 6 травня 2022 року. Також вулицю Семена Руднєва перейменували на вулицю Степана Бандери.
18 грудня 2022 року в районі села Кліщіївка, Бахмутського району, Донецької області загинув зарічанець Любомир Жовнірович. Похорони відбулись у день Різдва Христового — 25 грудня, символічно, що після поховання в небі з'явились одразу дві веселки, перервавши дрібний дощ.

## Населення
Станом на 1 січня 1939 в Заріччі проживало 3920 мешканців, з них 3790 українців греко-католиків, 80 поляків і 50 євреїв.
Населення Заріччя за даними перепису 2001 року становило 3997 осіб.

### Мова
Розподіл населення за рідною мовою за даними перепису 2001 року:
| Мова            | Кількість | Відсоток |
| --------------- | --------- | -------- |
| українська      | 3979      | 99.55%   |
| російська       | 15        | 0.38%    |
| білоруська      | 2         | 0.05%    |
| інші/не вказали | 1         | 0.02%    |
| Усього          | 3997      | 100%     |

## Соціальна інфраструктура
У селі є Зарічанський ліцей імені Володимира Яворського, поштове відділення, фельдшерсько-акушерський пункт, будинок культури, бібліотека.
Село повністю газифіковане, є вуличне освітлення.

### Релігія
На території села зареєстрована Православна церква України «Святої Покрови», отець — Михайло Купчак, Українська греко-католицька церква, отець — Михайло Сметанюк та Українська Церква Християн Віри Євангельської України, пастор — Любомир Дідик.

## Відомі люди
- Вацик Павло Іванович — майор УПА;
- Гнатюк Михайло Іванович — філолог-україніст, історик та теоретик літератури, літературознавець, доктор філологічних наук;
- Дудзяний Ігор — професор Львівського національного університету ім. І. Франка;
- Косило Михайло Юрійович — педагог, краєзнавець, заслужений працівник освіти України;
- Мочерний Степан Васильович — економіст, педагог, доктор економічних наук, професор національного університету ім. І. Франка;
- Якиміщак Дмитро — учитель, адвокат, посол;

- Костицький Михайло Васильович — академік, суддя Конституційного Суду України, депутат ВРУ, декан юридичного факультету ЛНУ імені Івана Франка;
- Костицький Василь Васильович — професор, депутат ВРУ;
- Дмитрук Василь Миколайович — начальник фінансів державного управління справами при Президенті України;
- Яворський Юрій Васильович — доктор філософії, кандидат фізико-математичних наук, доцент кафедри металознавства інженерно-фізичного факультету Київського Політехнічного університету;
- Ковальчук Тарас Степанович — український футболіст, виступав на позиції півзахисника та нападника;
- Жовнірович Любомир Степанович — учасник російсько-української війни з 2022 року.